# Isonandra
Genre
Classification phylogénétique
Isonandra est un genre de plantes à fleurs de la famille des Sapotaceae. Ce sont des arbres et des arbustes originaires d'Asie.
Ce genre compterait une soixantaine d'espèces.

## Quelques espèces
- Isonandra acuminata
- Isonandra alloneura
- Isonandra alphonseana
- Isonandra amboinensis
- Isonandra argentata
- Isonandra benjamina
- Isonandra betis
- Isonandra stocksii
- Isonandra villosa